# Michel Corrette
Michel Corrette (10. dubna 1707 – 21. ledna 1795) byl francouzský skladatel a varhaník.

## Životopis
Narodil se ve městě Rouen v Normandii. Jeho otec, Gaspard Corrette, byl varhaník a hudební skladatel. O jeho dětství se toho příliš neví. 
Roku 1726 se Corrette hlásil o místo varhaníka v kostele La Madeleine v Paříži, místo něj byl však vybrán jiný zájemce. Po počátečním neúspěchu působil jako učitel hudby. V roce 1727 vydal několik sbírek sonát pro flétny a další nástroje.
V lednu roku 1733 se oženil s Marií-Catherine Morizeovou, se kterou měl dvě děti: Marii-Annu a Pierra-Michela, který se také stal varhaníkem.
Mezi lety 1737–1791 působil jako varhaník v kostele Sainte Marie du Temple v Paříži. V roce 1742 napsal tzv. „turecký“ koncert na počest osmanského velvyslance ve Francii jménem Yirmisekizzade Mehmed Said Pasha,, který byl velkým obdivovatelem francouzské kultury. Jako varhaník působil i na jezuitské koleji v Paříži mezi lety 1758–1762. V roce 1780 byl jmenován varhaníkem vévody z Angoulême.
Zemřel 21. ledna roku 1795 v Paříži, ve věku 87 let. Jedna z ulic v Rouenu je po něm pojmenována.